# Contea di Iron (Missouri)
La contea di Iron in inglese Iron County è una contea dello Stato del Missouri, negli Stati Uniti. La popolazione al censimento del 2000 era di 10 697 abitanti. Il capoluogo di contea è Ironton.